# Polesien
Polesien (hviderussisk: Палесьсе, tr. Palesse; ukrainsk: Полісся, tr. Polissja; russisk: Полесье, tr. Polesje; latin: Polesia) er en historisk og geografisk region i den sydvestlige del af Den østeuropeiske slette, hovedsageligt i Hviderusland og Ukraine, men også delvis i Polen og Rusland. Polesien er et af de største moseområder i Europa. Moserne i området er kendt som Rokitnomoserne, Pinskmoserne (efter byen Pinsk) eller Pripjat-sumpene (efter floden Pripjat).

## Etymologi
Det latinske navn Polesia kommer af roden les, der betyder "skov" og præfikset po, som betyder "på" eller "i". En indbygger i Polesien hedder poleszucy på polsk palesjuki på hviderussisk, polisjtjuki på ukrainsk, og polesjtjuki på russisk.

## Geografi
Polesien er et sumpet område omkring Pripjat-floden i det sydlige Hviderusland (Brest, Pinsk, Kalinkavitjy, Homel), det nordlige Ukraine (i Volyn, Rivne, Zjytomyr, Kyiv og Tjernihiv oblaster), og dels i Polen (voivodskabet Lublin) og Rusland (Brjansk oblast). Polesien er et lavland i vandskellet mellem Vestlige Bug og Pripjat. De to floder er forbundet af Dnepr-Bug kanalen, der blev bygget under den sidste konge af den polsk-litauiske realunion, Stanislav Poniatovski af Polens regeringstid.
Større bifloder til Pripjat er Horyn, Stokhod, Styr, Ptsich og Yaselda. De største byer i Pripjat-dalen er Pinsk, Stolin og Davyd-Haradok. Kæmpe mosearealer blev opdyrket fra 1960'erne til 1980'erne. Opdyrkningen menes at have skadet miljøet langs løbet af Pripjat.
Polesien har lidt alvorligt under Tjernobylulykken. Meget store områder blev forurenet af radioaktivt nedfald. Den mest forurenede del omfatter Tjernobylzonen og den tilstødende "Det statslige polesiske radioøkologiske reservat". Andre områder i regionen udenfor de afspærrede zoner anses uegnet som levested.
Polesien har sjældent været en særskilt administrativ enhed. Der var imidlertid et Polesisk voivodskab under Anden polske republik samt en Polesisk voblast i Hviderussiske SSR.

## Beskyttet status
Den polske del af Polesien omfatter Polesie Nationalpark (polsk: Poleski Park Narodowy), oprettet 1990, der dækker et areal på 97,6 km². Dette og et større tilstødende område (op til den ukrainske grænse) udgør et UNESCO-udpeget biosfærereservat, som grænser op til et lignende reservat på den ukrainske side af grænsen (ukrainsk: Шацький національний природний парк, dansk: ~ Shatsky Nationalpark) og et beskyttet område kaldet (hviderussisk: Прыбужскае Палессе, dansk: ~ Pribuzhskoye Polesie) i den hviderussiske del af Polesien.
I 2012 fusionerede de tre biosfærereservater og dannede et internationalt grænseoverskridende biosfærereservat "Vest Polesien" med et samlet areal på 263.016 ha.
Trækirkerne i Hviderussisk Polesien blev optaget på UNESCOs verdensarvsliste den 30. januar 2004 i henhold til kriterierne (i)(ii)(iii).
Den ukrainske del af Polesien havde sin egen folkelige ikon-tradition. Billederne af disse helgener er fredelige og rolige, med dybe øjne, ofte afbildet på baggrund af landskaber med træer, himmel eller skove. De ukrainske Polesien-ikoner er udstillet på "Radomisl Slot" (ukrainsk: Замок Радомисль).